# Relativity Media
Relativity Media, LLC is een Amerikaans mediabedrijf met hoofdkantoor in Beverly Hills, Californië, opgericht in 2004 door Lynwood Spinks en Ryan Kavanaugh. De studio was de op twee na grootste mini-major wereldwijd tot het faillissement op 30 juli 2015. De volledige filmstudio verwerft, ontwikkelt, produceert en distribueert films. De partners en financiële instellingen van het bedrijf hebben vanaf 2012 $20 miljard geïnvesteerd in entertainmentinvesteringen met partners zoals Citibank, Merrill Lynch, Deutsche Bank en anderen. Relativity Media werkt ook in de mode, sport, digitaal en muziek.
Op 30 juli 2015 diende het bedrijf zijn faillissement in bij de United States Bankruptcy Court voor het Southern District van New York na rechtszaken en het missen van leningbetalingen. Het bedrijf kwam in maart 2016 uit het faillissement, maar vroeg in mei 2018 opnieuw faillissement aan. De studio blijft open voor zaken en wordt nu beheerd door het nieuwe moederbedrijf UltraV Holdings.

## Ondernemingen
Relativity Media heeft zeven divisies: Relativity Studios, Relativity Media Home Entertainment, Relativity International, Relativity Sports, Relativity Digital Studios, Relativity Music en Relativity Education. Het heeft ook vier dochterondernemingen: Rogue, Trigger Street Productions, Madvine en R2 Entertainment, en één joint venture, R.E.D. (Relativiteit EuropaCorp Distribution).

### Relativity Studios
Relativity's filmproductiedivisie was de eerste en blijft de grootste divisie. Relativity Studios heeft bijna 200 films geproduceerd, gedistribueerd of gestructureerd, wat meer dan $17 miljard aan wereldwijde box-office-inkomsten genereerde en 60 Academy Awards-nominaties verdiende.

### Relativity Media Home Entertainment
Relativity Media Home Entertainment biedt toegang tot Relativity-titels op alle belangrijke digitale download-, video-on-demand- en DVD/Blu-ray-platforms. Naast de theaterfilms van de studio brengt de divisie ook geselecteerde titels uit van de partnerbedrijven van Relativity.

### Relativity Media International
Relativity Media International houdt toezicht op het wereldwijde verkoop- en distributiebeheer van zowel de eigen films van de studio als de releases van derden. Tot op heden hebben de foto's een brutowinst van ongeveer $1 miljard aan buitenlandse kassa's.

### Relativity Sports
Relativity Sports is een van de grootste professionele sportbureaus ter wereld en biedt meer dan 300 NBA-, NFL- en MLB-atleten diensten variërend van contractonderhandelingen tot het produceren van aangepaste film- en televisiecontent. Relativity Sports en zijn agenten hebben onderhandeld over contracten voor in totaal meer dan $2,5 miljard.

### Relativity Digital Studios
Relativity Digital Studios is een productie- en grafisch team dat webseries produceert, regisseert en bewerkt en speciale effecten creëert. Daarnaast creëert de divisie met internetpersoonlijkheden campagnes ter ondersteuning van Relativity-films en ontwikkelt ze merkgerelateerde entertainmentcampagnes die merkpartners verbinden met relevante Relativity-divisies.

### Relativity Music Group
Relativity Music biedt in-house muziektoezicht voor films, naast het uitbrengen van soundtracks en score-albums van zowel grote als studio's en tv-netwerken.

### Relativity Education
Relativity Education biedt een scala aan film-, media- en podiumkunstenprogramma's, variërend van langetermijnprogramma's tot zomerworkshops.